# Annella reticulata
Annella reticulata is een zachte koraalsoort uit de familie Subergorgiidae. De koraalsoort komt uit het geslacht Annella. Annella reticulata werd in 1786 voor het eerst wetenschappelijk beschreven door Ellis & Solander. 